# Pryriczczia
Pryriczczia (ukr. Прирі́ччя; do 1964 roku Bołtuny) – wieś na Ukrainie, w obwodzie wołyńskim, w rejonie kowelskim. 
W II Rzeczypospolitej miejscowość wchodziła w skład gminy wiejskiej Bereźce w powiecie lubomelskim, w województwie wołyńskim.
6 września 1943 roku we wsi doszło do starcia oddziału porucznika Kazimierza Filipowicza ps. "Korda" z 27 Wołyńskiej Dywizji Piechoty z 150 osobowym oddziałem UPA "Zirka" dowodzonym przez Worona. W wyniku walki dowódca UPA zginął, jego oddział został rozbity, a polskie oddziały zdobyły broń oraz odkumentację nieprzyjaciela. Było to jedno z największych zwycięstw AK w walce z UPA na Wołyniu.
Do 2020 w rejonie lubomelskim.